# Військово-морські сили Румунії
Військово-морські сили Румунії — один з видів збройних сил Румунії призначений для ведення воєнних дій на морі.

## Структура
Головний штаб військово-морських сил (рум. Statul Major al Forţelor Navale)
- Управління флоту (рум. Comandamentul Flotei)
  - Флотилія фрегатів (рум. Flotila de fregate)
    - Вертолітна група (рум. Grupul de elicoptere)

IAR-330 (3)
- - 150-й дивізіон ракетних кораблів (рум. Divizionul 150 rachete navale)
  - 50-й дивізіон корветів (рум. Divizionul 50 corvete)
  - 146-й дивізіон мінних загороджувачів і тральщиків (рум. Divizionul 146 nave minare - deminare)
  - 110-й батальйон зв'язку і інформатики (рум. Batalionul 110 comunicaţii şi informatică)
  - Річкова служба (рум. Serviciul fluvial)

- -     - 67-й дивізіон артилерійських кораблів (рум. Divizionul 67 nave purtătoare de artilerie)
    - 88-й дивізіон річкових сторожових катерів (рум. Divizionul 88 vedete fluviale)

- Військово-морська академія «Мірча чол Бетринь» (рум. Academia Navală «Mircea cel Bătrân»)
- Навчальна школа ВМС «Віце-адмірал Костянтин Белеску» (рум. Şcoala de Aplicaţie a Forţelor Navale «Viceamiral Constantin Bălescu»)
- Військова школа фахівців ВМФ «Адмірал І. Мургеску» (рум. Şcoala Militară de Maiştri a Forţelor Navale «Amiral I. Murgescu»)
- Військово-морська база (рум. Baza navală)

- - Дивізіон спеціальних кораблів (рум. Divizionul Nave Speciale)
  - 338-й морський технічний центр обслуговування (рум. Centrul 338 Mentenanţă Tehnică Navală)
  - 335-я секція матеріально-технічного забезпечення Мангалія (рум. Secţia 335 Logistică Mangalia)
  - 329-секція матеріально-технічного забезпечення Бреїла (рум. Secţia 329 Logistică Brăila)
  - 330-секція матеріально-технічного забезпечення Констанца (рум. Secţia 330 Logistică Constanţa)
  - 325-секція матеріально-технічного забезпечення Тулча (рум. Secţia 325 Logistică Tulcea)
- Водолазний центр (рум. Centrul de scafandri)
- Радіоелектронний і наглядова центр «Каллатіс» (рум. Centrul radioelectronic şi observare «Callatis»)
- Інформаційний центр (рум. Centrul de informatică)
- Центр професійної підготовки, моделювання та оцінки (рум. Centrul de instruire, simulare şi evaluare)
- Морське гідрографічне управління (рум. Direcţia hidrografică maritimă)
- Морський медичний центр (рум. Centrul de medicină navală)
- 307-й батальйон морської піхоти (рум. Batalionului 307 Infanterie Marină)
- Батальйон Головного штабу і обслуговування (рум. Batalionul stat major şi deservire)

### Пункти базування
- ВМБ Констанца
- ВМБ Мангалія
- ВМБ Тулча
- ВМБ Бреїла

## Бойовий склад
| Тип                 | Зображення | Борт. № | Назва                             | Введений до складу | Стан    | Зауваження                                  |
| Фрегати             | Фрегати    | Фрегати | Фрегати                           | Фрегати            | Фрегати | Фрегати                                     |
| ------------------- | ---------- | ------- | --------------------------------- | ------------------ | ------- | ------------------------------------------- |
| Фрегат типу 22      |            | F-221   | «Regele Ferdinand»                | з 09.09.2004       | У строю | колишній Велика Британія HMS Coventry (F98) |
| Фрегат типу 22      |            | F-222   | «Regina Maria»                    | з 21.05.2005       | У строю | колишній Велика Британія HMS London (F95)   |
| Mărășești           |            | 111     | «Mărășești»                       | з 03.06.1985       | У строю | Колишній флагман ВМС                        |
| Корвети             |            |         |                                   |                    |         |                                             |
| Tetal-I             |            | 260     | «Amiral Petre Bărbuneanu»         | 1983               | У строю |                                             |
| Tetal-I             |            | 263     | «Viceamiral Eugen Roşca»          | 1987               | У строю |                                             |
| Tetal-II            |            | 264     | «Contraamiral Eustaţiu Sebastian» | 1989               | У строю |                                             |
| Tetal-II            |            | 265     | «Contraamiral Horia Măcelaru»     | 1996               | У строю |                                             |
| Ракетні катери      |            |         |                                   |                    |         |                                             |
| проект 1241         |            | 188     | «Zborul»                          | з 28.12.1989       | У строю |                                             |
| проект 1241         |            | 189     | «Pescăruşul»                      | з 03.06.1989       | У строю |                                             |
| проект 1241         |            | 190     | «Lăstunul»                        | з 27.12.1991       | У строю |                                             |
| проект 205          |            | 202     | «Smeul»                           | з 03.12.1964       | У строю |                                             |
| проект 205          |            | 204     | «Vijelia»                         | з 27.12.1964       | У строю |                                             |
| проект 205          |            | 209     | «Vulcanul»                        | з 04.11.1964       | У строю |                                             |
| Протимінні кораблі  |            |         |                                   |                    |         |                                             |
| Морський тральщик   |            | 24      | «Locotenent Remus Lepri»          | з 01.07.1986       | У строю |                                             |
| Морський тральщик   |            | 25      | «Locotenent Lupu Dinescu»         | з 03.07.1989       | У строю |                                             |
| Морський тральщик   |            | 29      | «Locotenent Dimitrie Nicolescu»   | з 03.07.1989       | У строю |                                             |
| Морський тральщик   |            | 30      | «Slt. Alexandru Axente»           | з 10.12.1989       | У строю |                                             |
| Мінний загороджувач |            | 274     | «Viceamiral Constantin Bălescu»   | з 16.11.1981       | У строю |                                             |

Галерея

Кораблі ВМС Румунії
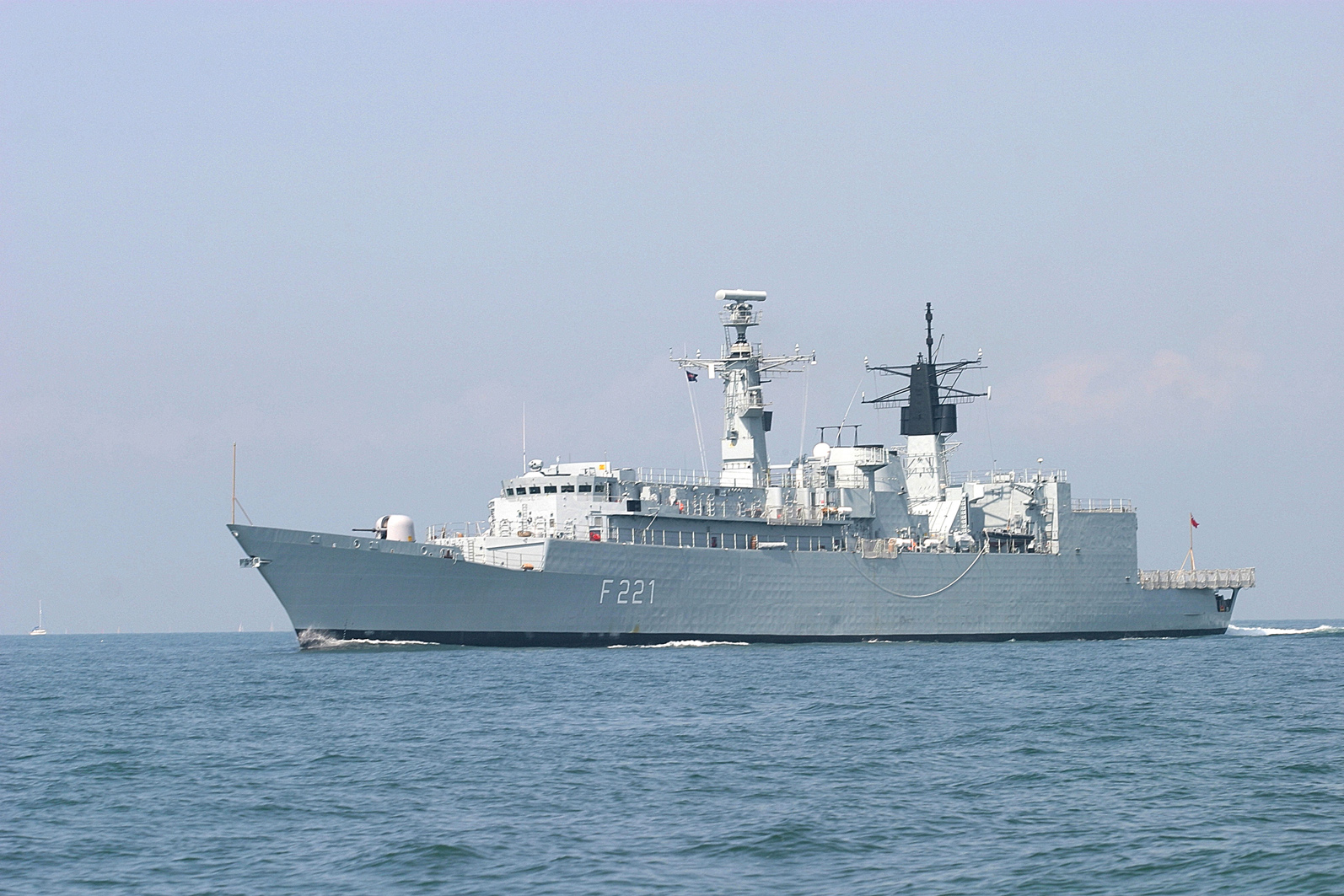
«Regele Ferdinand» (F-221) флагман з 2004 року
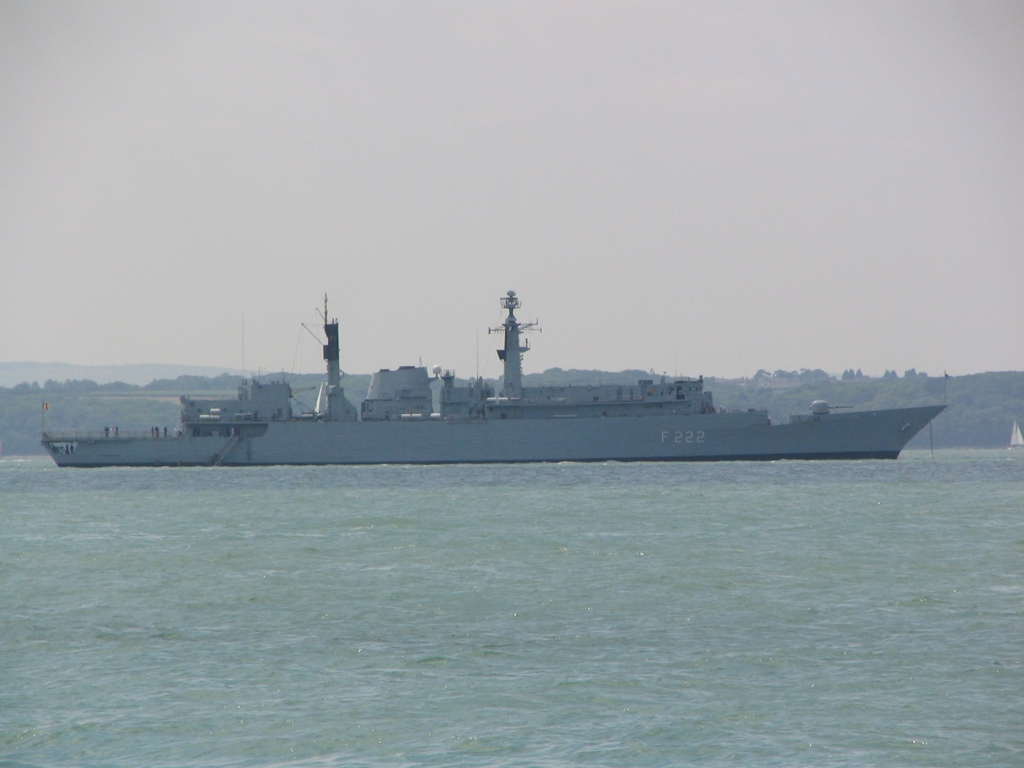
Фрегат «Regina Maria»
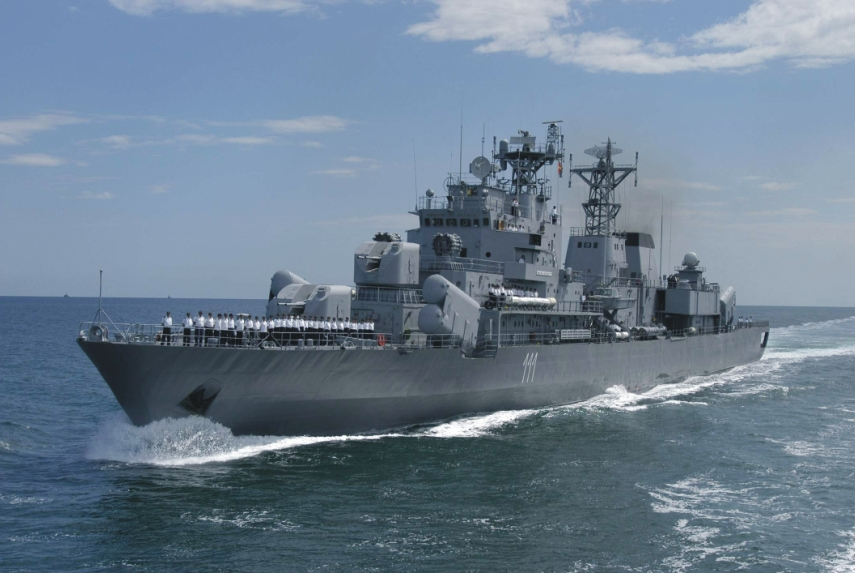
Фрегат «Mărășești»
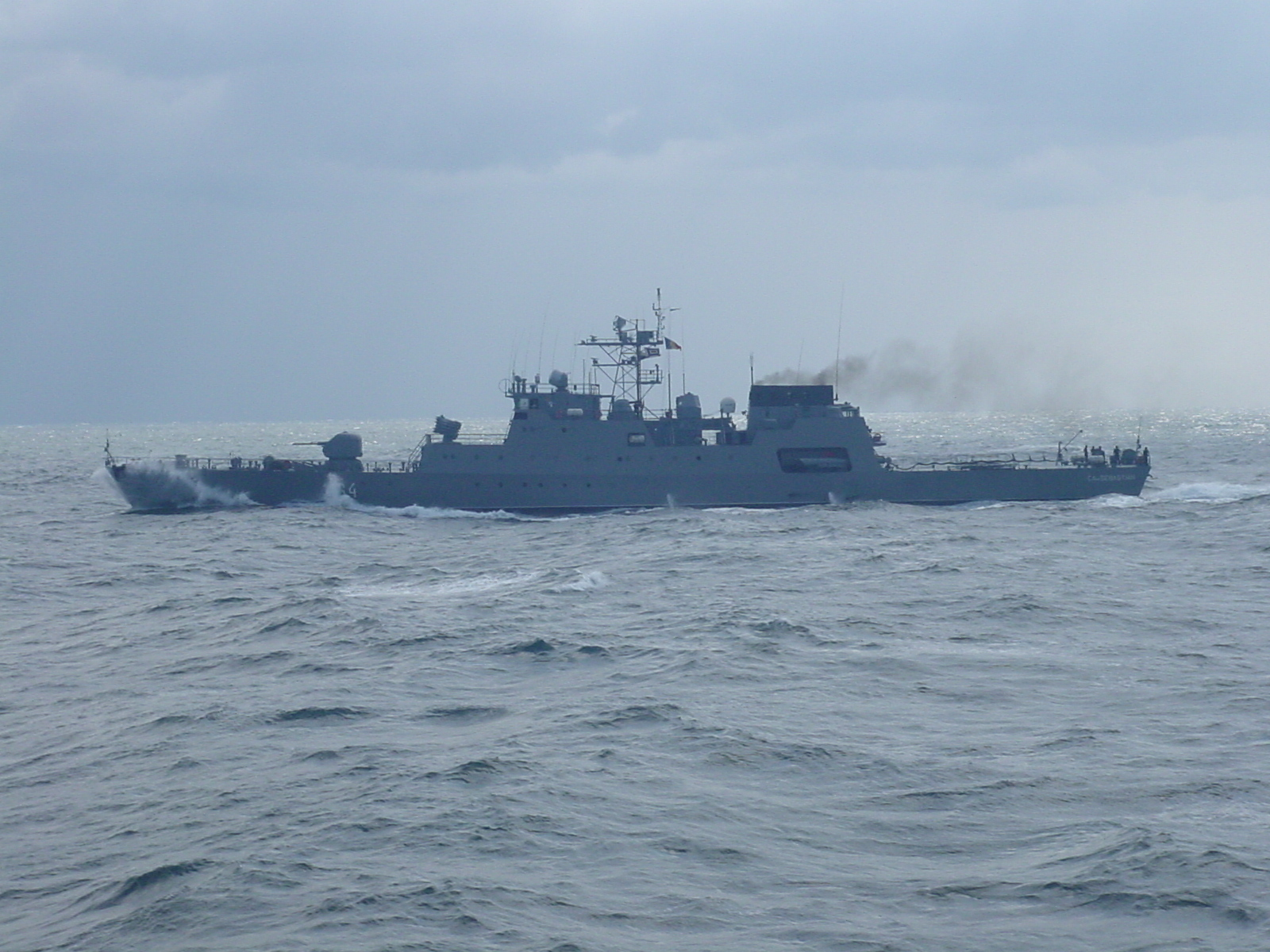
Корвет «Contraamiral Eustaţiu Sebastian»
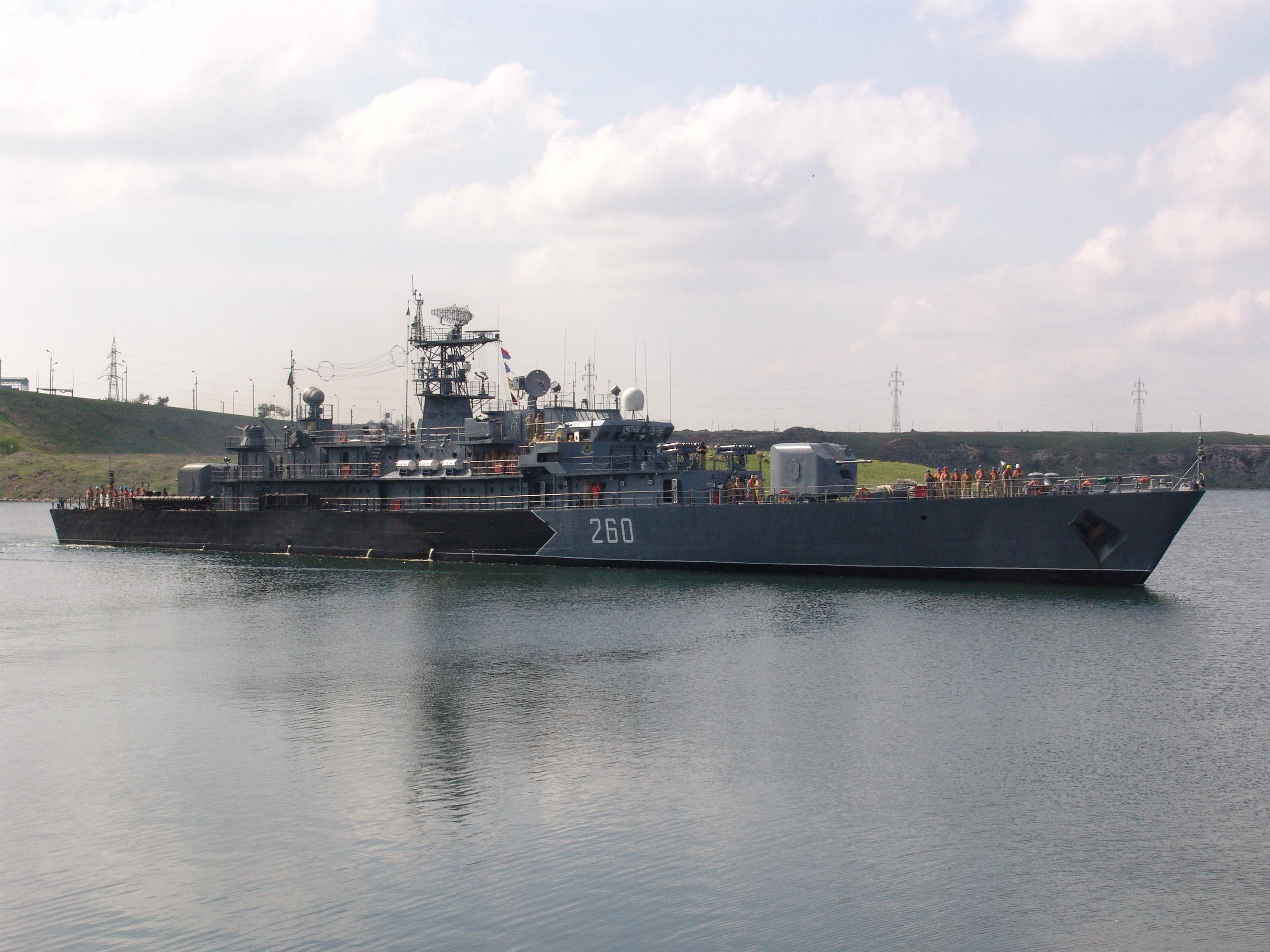
Корвет «Amiral Petre Bărbuneanu»
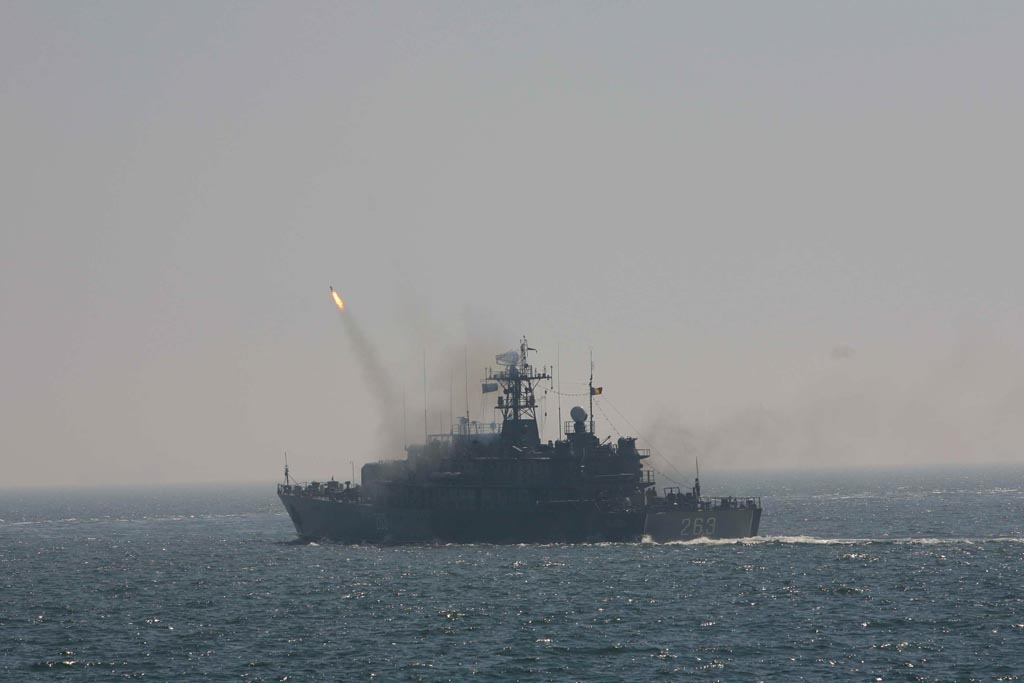
Корвет «Viceamiral Eugen Roşca»

### Морська авіація

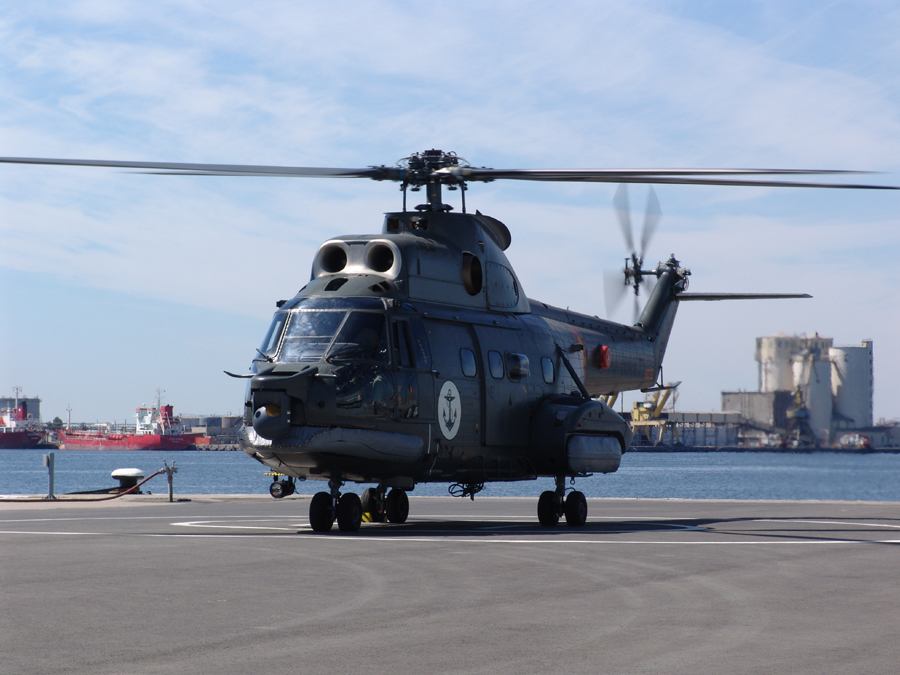
IAR 330 Puma Naval

| IAR 330 | Румунія | Морський вертоліт | 3 | ліцензійна копія Aérospatiale SA 330 Puma |